# Особняци (сериал)
„Особняци“ (англ. Misfits) е британски научнофантастичен сериал.
Разказва за живота на група тийнейджъри, нарушили закона, които полагат общественополезен труд. По време на работата си те получават суперсили след странна буря. Премиерата на сериала е била през 2009 г.

## Продукция
Първият сезон започва излъчването си в Обединеното кралство на 12 ноември 2009 г. на Е4 и е продуциран от Клеркенуел Филмс. В България премиерата му е на 18 октомври по FOX.
Снимането на втори сезон започва на 24 май 2010 г. до езерото в квартал Темзмийд в Лондон. Излъчван е от 11 ноември до 16 декември 2010 г. на Е4. Трети сезон започва на 30 октомври 2011 г. и свършва на 18 декември 2011 г. Четвърти сезон – през октомври 2012 г.

### Места на снимане
Сериалът е заснет в Югоизточен Лондон около езерото Саутмер в Темзмийд. Някои сцени са заснети в Брунелския университет. Снимки са правени също и в Брентфорд, Лондон.

Направена е видео игра на Особняци.

## Главни герои
| Герой          | Актьор               | Сезон |
| -------------- | -------------------- | ----- |
| Нейтън Янг     | Робърт Шийрън        | 1–2   |
| Кели Бейли     | Лорън Сока           | 1–3   |
| Алиша Даниелс  | Антония Томас        | 1–3   |
| Саймън Белами  | Айвън Реон           | 1–3   |
| Къртис Донован | Нейтън Стюърт-Джарет | 1–4   |
| Руди Уейд      | Джоузеф Гилгън       | 3–5   |
| Джес           | Карла Кром           | 4–5   |
| Фин            | Нейтън Макмълън      | 4–5   |
| Алекс          | Мат Стокое           | 4–5   |

## Сюжет

### Сезон 1 (2009)
Особняци следва живота на петима нарушители, полагащи обществено полезен труд. Те получават сили, заради гръмотевична буря по време на работата си. В началото сериалът фокусира върху петима тийнейджъри. Кели Бейли (Лорън Сока) получава способността телепатия, Къртис Донован (Нейтън Стюърт-Джаред) може да връща времето назад, след като изпита чувство на разкаяние, Алиша Даниелс (Антония Томас) докарва хората до сексуална лудост, когато докоснат кожата ѝ и Саймън Белами (Ивайн Реон) може да стане невидим. Нейтън Янг (Робърт Шийън) става безсмъртен.
Групата бива нападната от надзирателя си, Тони, който е придобил странни сили в бурята и е нападнат от Кели при самозащита. Главната история в първи сезон е петимата се опитват да спрат някой да разбере за убийството им. Заместничката на Тони всъщност е годеницата му и подозира, че групата знае нещо повече от това, което твърди. Подозренията на Сали се разрастват и тя се сближава със Саймън, като се преструва, че го харесва, за да може да разбере нещо повече за смъртта на годеника си. Тя взима телефона му, на което има видео, в което Нейтън разкрива, че са убили надзирателя си, тя го вижда и се опитва да убеди Саймън да отидат в полицията. Когато се опитва да се измъкне Саймън става невидим, умишлено я спира и без да иска я убива. Други сюжети от първия сезон влючват Нейтън, който живее в обществения дом, след като майка му го гони от къщата. Алиша и Къртис имат връзка, Къртис случайно връща времето и не къса с приятелката си Сам. Нейтън се опитва да открие каква е силата му в самотата и изолацията на Саймън от останалите в групата.